# I am Rosie
I am Rosie je česká zpěvačka, textařka a modelka. Písně začala psát ve věku 14 let. V roce 2019 vydala svoje první debutové album Room 594.

## Kariéra
Rosie začala spolupracovat s Dual Production v pražském studiu Faust Records. V roce 2016 vydala svojí prvotinu Young Wild Crazy, která se umístila na prvních příčkách v rádiu Kiss Proton. V roce 2018 vydala svůj první úspěšný singl Room 594, který podporoval LGBT komunitu. Sama Rosie se nechala v několika rozhovorech slyšet, že je bojovnicí za práva LGBT komunity.
V roce 2019 vydala další singl Addicted, který navazoval na úspěch předešlého singlu. Po vydání singlu Addicted Rosie vydala očekávané album Room 594. V červenci 2019 Rosie natočila úspěšný klip Can See You. na klipu pracovalo více než 55 lidí a natáčel se celý týden na 8 lokacích. Režie se ujal Jan Moravec. Klip Can See You podporuje různé rasy lidí i sexuální orientace. Sama Rosie si zakládá na příběhových klipech a na podpoře lidem, kteří to potřebují. V září roku 2020 Rosie představila svojí Release show, kterou odehrála s celou svojí kapelou. Koncert byl vizuálně sladěný do klipu Can See You. V Roce 2020 byl klip nominovaný celosvětovou soutěží Prisma na nejlepší hudební klip roku.[zdroj?]
Rosie, ale také působí jako modelka. V roce 2019 se účastnila MBPFW nebo i několika komerčních kampaní. Rosie je proslulá svojí kreativitou a barevnými vlasy. Ke každému klipu mění celkový vizuál.[zdroj?]